# Santa Chiara alla Borghesiana
Santa Chiara alla Borghesiana är en kyrkobyggnad i Rom, helgad åt den heliga Klara av Assisi. Kyrkan är belägen vid Via Contessa Entellina i zonen Borghesiana och tillhör församlingen San Giovanni Maria Vianney.

## Historia
Kyrkan uppfördes under 1900-talets senare hälft. Exteriören kännetecknas av den höga kampanilen.

## Kommunikationer
- Tunnelbanestation – Roms tunnelbana, linje  Borghesiana